# Luca Barbeno
Luca Barbeno (Brescia, 26 luglio 1981) è un arbitro di calcio italiano.

## Carriera arbitrale
Di professione Tecnico Sanitario di Radiologia Medica e Manager, laureato presso l'Università degli studi di Brescia e specializzato in Management presso l'Università di Novedrate (Co), fotomodello durante l'attività universitaria e arbitro di calcio ex iscritto alla sezione di Brescia, esordisce in Serie D il 31 ottobre 2004 nella gara Canavese - Borgosesia. Il 9 giugno 2007 arbitra la finale scudetto serie D tra Unione Sportiva Tempio 1946 e Sangiuseppese. Esordisce come arbitro in serie C1 nella partita Cremonese-Sassuolo il 28 ottobre 2007. Continua la sua esperienza arbitrando anche nel Campionato Primavera e in serie B 77 volte.
Il 3 agosto 2009 arbitra anche in Coppa Italia la partita Spezia-Verona. Detiene il record di gare dirette in serie C1, 53. Dopo aver diretto semifinali e finali play-off e semifinale quarti e ottavi al torneo di Viareggio, nella stagione 2012-2013 passa ad arbitrare sotto l'egida della Federazione Sammarinese Giuoco Calcio grazie all'accordo con Luigi Benedettini. Nel 2013-2014 comincia la sua attività fuori dall'italia arbitrando Liestal-Laufen nella Seconda Lega interregionale svizzera il 22 marzo 2014 mentre il 12 aprile 2015 arbitra la partita Valletta-Floriana in Premier League Malti, la massima serie maltese. Nel maggio 2017 arbitra una gara play-off nella massima divisione andorrana.
Dal 10 gennaio 2017 è stato nominato dall'UEFA arbitro internazionale assieme ai suoi due assistenti Salvatore Tuttifrutti e Francesco Lunardon.

## Finali Nazionali
Il 31 agosto 2013 ha diretto la finale di Supercoppa di San Marino tra Tre Penne e La Fiorita.
Il 28 aprile 2014 ha diretto la finale di Coppa Titano tra Faetano e Libertas.
Il 26 maggio 2016 ha diretto la finale di Campionato Dilettanti Sammarinese tra Tre Penne e La Fiorita.
Il 20 maggio 2017 ha diretto la finale di Campionato Dilettanti Sammarinese tra La Fiorita e Tre Penne.
Il 15 settembre 2018 ha diretto la finale di Supercoppa di San Marino tra La Fiorita e Tre Penne.
Il 25 maggio 2019 ha diretto la finale di Campionato Dilettanti Sammarinese tra La Fiorita e Tre Penne.

## Carriera Internazionale
Il 10 giugno 2017 ha diretto la gara valevole per le qualificazioni al Campionato europeo di calcio Under-21 2019 tra le nazionali di Lettonia e Andorra terminata con il risultato di 0 a 0.
Il 27 giugno 2017 ha diretto la gara valevole per il primo turno preliminare di Champions League tra The New Saints e Europa Football Club terminata con il risultato di 1 a 2.
Il 13 luglio 2017 ha diretto la gara valevole per il secondo turno preliminare di Europa League tra SCR Altach e Dinamo Brest terminata con il risultato di 1 a 1.
Il 9 novembre 2017 ha diretto la gara valevole per le qualificazioni al Campionato europeo di calcio Under-21 2019 tra le nazionali di Slovenia e Montenegro terminata con il risultato di 2 a 0.
Il 19 luglio 2018 ha diretto il ritorno della gara di qualificazione Europa League tra i kazaki dell'Ertis Fwtbol Klwbı e i lituani del Futbolo Klubas Trakai terminata con il risultato di 0 a 1.
L'11 settembre 2018 ha diretto la gara valevole per le qualificazioni al Campionato europeo di calcio Under-21 2019 tra le nazionali di Azerbaigian e Norvegia terminata con il risultato di 1 a 3.
Il 7 giugno 2019 ha diretto l'amichevole tra nazionali Under 21 tra Svizzera e Slovenia gara terminata con il risultato di 1 a 2.
Il 2 luglio 2019 ha diretto il ritorno della gara valevole come primo turno di qualificazione Europa League tra St Joseph's e Pristhina Fc terminata con il risultato di 2 a 0.
L'11 luglio 2019 ha diretto l'andata del secondo turno di qualificazione Europa League tra gli armeni del Pyunik e i macedoni del Shkupi gara terminata con il risultato di 3 a 3.
Il 6 settembre 2019 ha diretto la gara valevole per le qualificazioni Campionato europeo di calcio Under-21 2021 tra le nazionali di Montenegro e Far Oer terminata con il risultato di 3 a 0.
Il 13 ottobre 2019 ha diretto l'amichevole tra Ecuador e Argentina terminata con il risultato di 1 a 6.